# Parc Anchorena

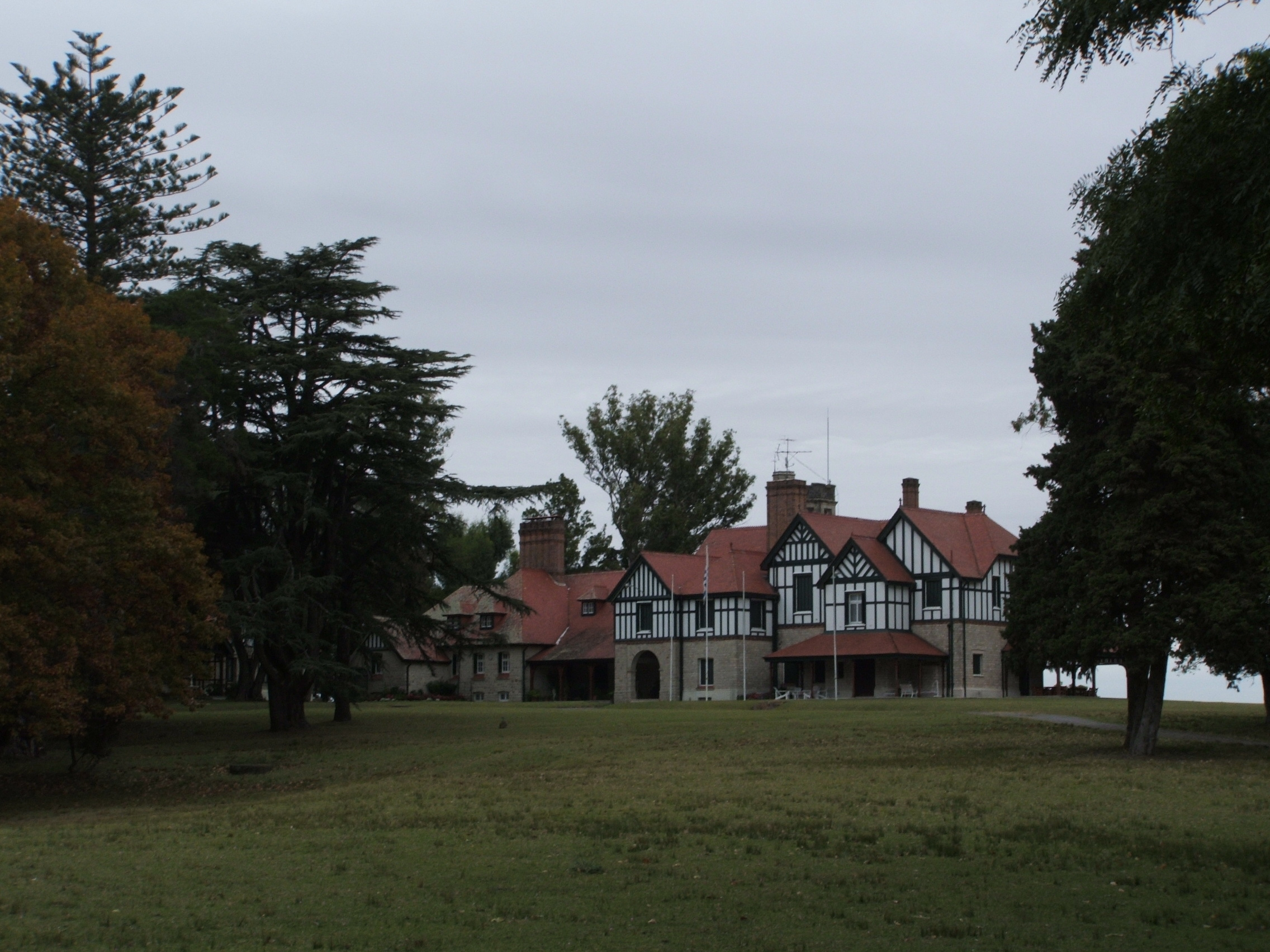
Residència d'estiu del president de l'Uruguai.

El Parc Anchorena (castellà: Parque Anchorena) és un parc i la residència d'estiu del president de l'Uruguai.
Aquesta reserva natural es troba al sud-oest de l'Uruguai, al departament de Colonia, al costat esquerre del riu San Juan prop de la seva confluència amb el Riu de la Plata. La distància a la capital oriental de Montevideo és de 208 km.
L'edifici, que avui és la residència d'estiu del president, és l'antiga finca d'Aaron de Anchorena. Al parc de 1.370 hectàrees és la torre d'Anchorena, feta de pedra amb 320 esglaons i de 75 metres d'altura. Va ser dissenyada originalment com un far, tot i que mai no va complir aquesta funció.
El Parc Anchorena es troba a la ruta 21, la qual connecta amb Carmelo i Colonia del Sacramento. També hi ha un accés des del Riu de la Plata.

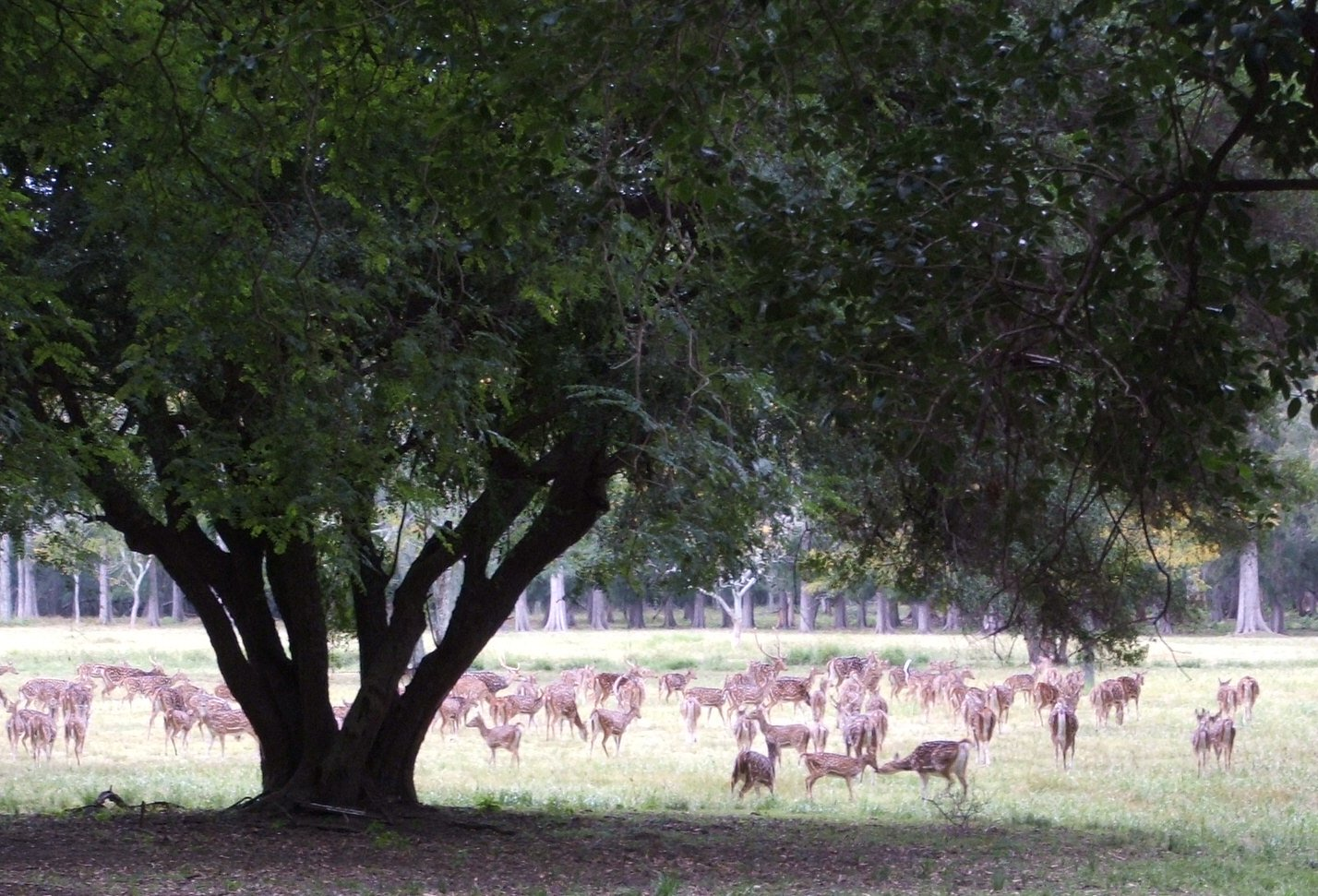
Cérvol axis al Parc Anchorena.
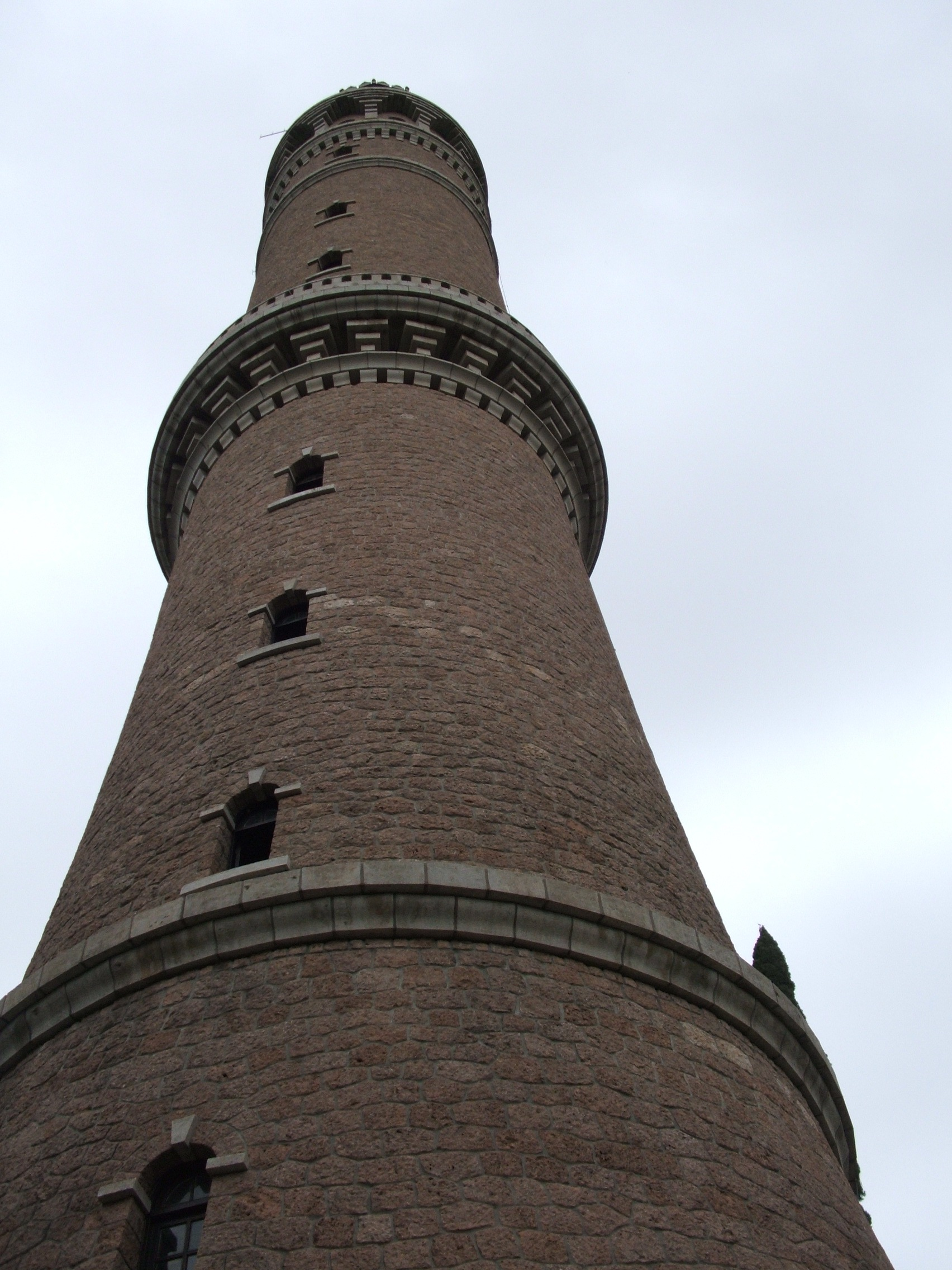
Torre del Parc Anchorena.
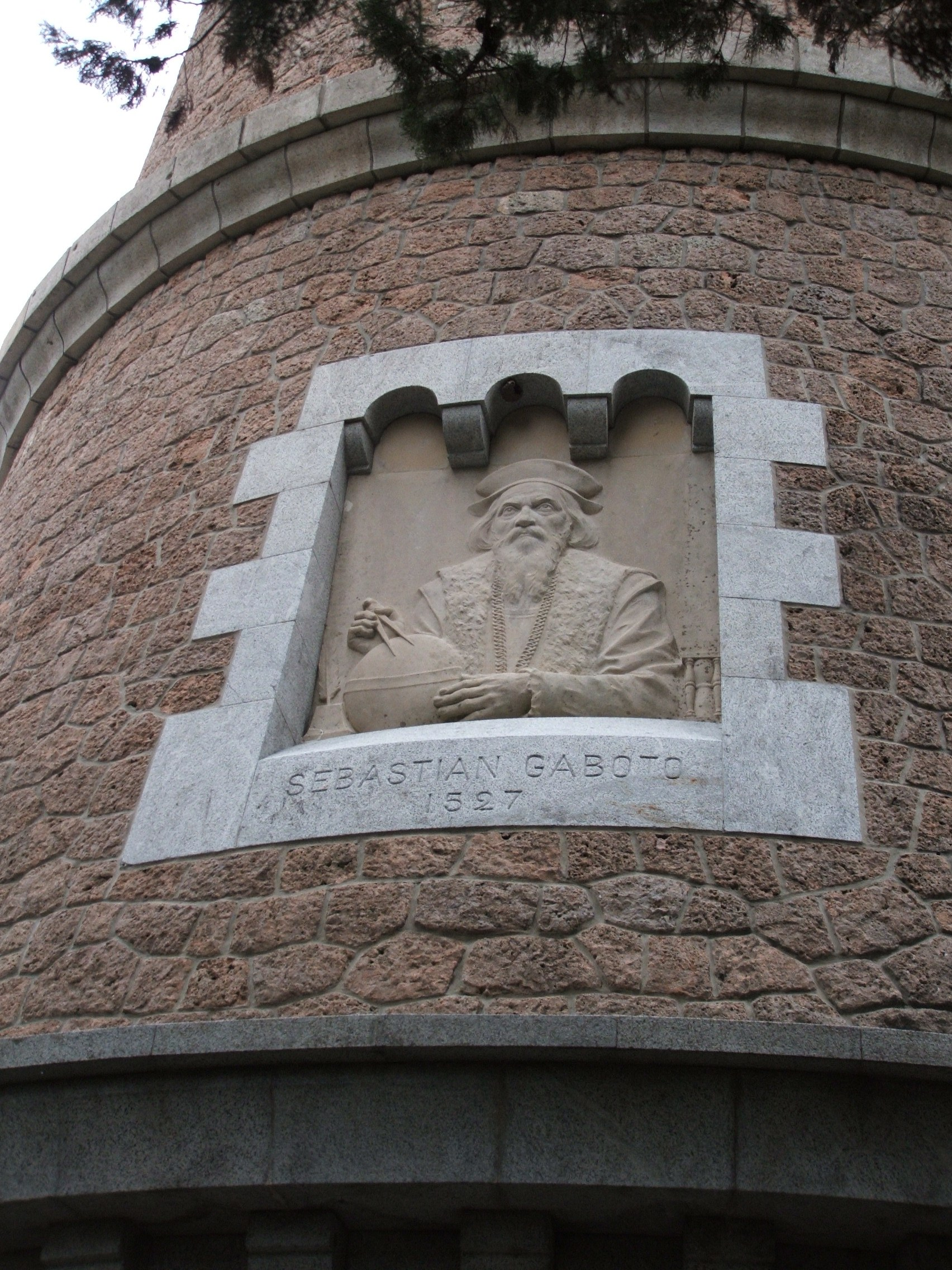